# 짐 트레셀
제임스 패트릭 트레셀(James Patrick Tressel, 1952년 12월 5일 ~ )은 미국의 대학 미식축구 코치, 정치인, 대학 행정가로, 2025년부터 제67대 오하이오 부지사로 재직하고 있다.

## 생애
트레셀은 오하이오주 멘토에서 태어나 볼드윈-월리스 대학에 다녔으며, 아버지 리 트레셀 밑에서 쿼터백으로 미식축구를 했다. 트레셀은 1986년 빌 나르두지의 뒤를 이어 영스타운 주립대의 4대 감독으로 부임하여 2000년까지 감독직을 유지했다. 2001년, 그는 존 쿠퍼의 후임으로 오하이오 주립대의 감독으로 임명되었다. 오하이오 주립대의 22대 미식축구 감독으로 재임하는 동안 트레셀의 팀은 세 번의 BCS 내셔널 챔피언십 경기에 출전했고, 2002년 팀은 내셔널 타이틀을 획득하여 1897년 펜 퀘이커 교도 이후 주요 대학 미식축구에서 첫 14-0 시즌 기록을 달성했다. 그러나 트레셀의 임기는 2010년 시즌 동안 OSU 미식축구 선수들과 관련된 부적절한 혜택 위반에 대한 NCAA의 조사가 진행되는 동안 2011년 5월 그의 사임으로 갑작스럽게 끝나게 되었다. 조사 결과 OSU는 2011년 슈가볼을 포함한 2010년 시즌에서 스스로 승리를 거두었다. [1] 트레셀은 오하이오 주립대에서 94승 22패(.810)의 공식 전적과 함께 커리어를 마쳤으며, 여기에는 6번의 빅 텐 컨퍼런스 챔피언십, 5승 4패 보울 기록, BCS 보울 경기에서 4승 3패, 라이벌 미시간 울버린스를 상대로 한 9승 1패의 기록이 포함된다. Tressel은 University of Michigan을 상대로 8승을 거두며 Woody Hayes(16승)에 이어 학교 역사상 2위에 올랐고, Wolverines를 상대로 7연승을 거둔 유일한 오하이오 주립대 감독으로 Urban Meyer와 동률을 이뤘다. Tressel은 감독으로서의 성공으로 2015년 대학 축구 명예의 전당에 입성했다. 2011년 9월부터 2012년 2월까지 트레셀은 내셔널 풋볼 리그(NFL)의 인디애나폴리스 콜츠에서 컨설턴트로 일했다. 2012년부터 2014년까지 애크런 대학교의 전략적 참여 담당 부총장을 역임했으며, 2014년 5월 9일 영스타운 주립대학교 총장으로 임명되었다. 2025년 2월 10일, 마이크 드와인 오하이오 주지사는 존 허스테드(Jon Husted)의 후임으로 트레셀을 지명했다. 그는 2025년 2월 12일 오하이오 총회에서 인준을 받았다.

## 학력
- 볼드윈 월리스 대학교 인문사회 학사
- 애크런 대학교 인문사회 석사

## 경력
- 1971 ~ 1974 볼드윈 월리스 미식축구 선수
- 1975 ~ 1978 애크런 (GA) 코치
- 1979 ~ 1980 마이애미 (OH) (QB/WR) 코치
- 1981 ~ 1982 시러큐스(QB) 코치
- 1983 오하이오 주(QB/WR) 코치
- 1984 ~ 1985 오하이오주(QB/RB/WR) 코치
- 1986 ~ 2000 영스타운 스테이트 코치
- 2001 ~ 2010 오하이오주 스테이트 버카이즈 코치
- 2011 인디애나폴리스 콜츠(컨설턴트) 코치
- 2025.02 ~ 제67대 오하이오 부지사

## 수상

### 선수상
- 1987 OVC
- 1991 NCAA 디비전 I-AA
- 1993 NCAA 디비전 I-AA
- 1994 NCAA 디비전 I-AA
- 1997 NCAA 디비전 I-AA
- 2002 내셔널 보울 챔피언십 시리즈
- 2002 빅 텐 콘퍼런스
- 2005 빅 텐 콘퍼런스
- 2006 빅 텐 콘퍼런스
- 2007 빅 텐 콘퍼런스
- 2008 빅 텐 콘퍼런스
- 2009 빅 텐 콘퍼런스

### 감독상
- 1987 OVC 올해의 코치상
- 1991 AFCA 올해의 감독 디비전 I-AA
- 1994 AFCA 올해의 감독 디비전 I-AA
- 1994 에디 로빈슨상
- 2002 AFCA 올해의 감독 디비전 I-AA
- 2002 스포팅 뉴스 올해의 코치상
- 2002 우디 헤이즈 트로피 올해의 코치상
- 2002 에디 로빈슨 올해의 코치상
- 2002 바비 도드 올해의 코치상
- 2002 폴 "베어" 브라이언트상
- 2006 우디 헤이즈 트로피 올해의 코치상
- 2010 콜럼버스 디스패치 오하이오 대학 미식축구

### 명예의 전당
- 1975 볼드윈 월리스 칼리지 체육 명예의 전당
- 2012 그레이터 클리블랜드 스포츠 명예의 전당
- 2013 영스타운 주립 육상 명예의 전당
- 2015 대학 미식축구 명예의 전당
- 2015 오하이오 주립 육상 명예의 전당